# Robert Linzeler
Robert Linzeler (París, 7 de marzo ed 1872-París, 25 de enero de 1941) fue un deportista francés que compitió en vela en la clase tonelaje. Participó en los Juegos Olímpicos de París 1900, obteniendo dos medallas de plata, ambas en la clase 0 – ½ Ton (regata 1 y 2).

## Palmarés internacional
| Juegos Olímpicos | Juegos Olímpicos | Juegos Olímpicos | Juegos Olímpicos     |
| Año              | Lugar            | Medalla          | Clase                |
| ---------------- | ---------------- | ---------------- | -------------------- |
| 1900             | París (Francia)  | Medalla de plata | 0 – ½ Ton (regata 1) |
| 1900             | París (Francia)  | Medalla de plata | 0 – ½ Ton (regata 2) |